# Трансплантација јетре
Трансплантација јетре једна је од метода у трансплантационој хирургији у току које се врши замена оболеле јетре здравом јетром друге особе или донора (алотрансплантатом). Примењује се као једна од опција у лечењу завршног стадијума болести јетре и акутне инсуфицијенције јетре. Њена масовнија примена ограничена је доступношћу донора органа. 
Најчешћа техника је ортотопска трансплантација или замене оболеле јетре целом јетром од преминулог донора (у стању мождане смрти), у којој се нативна јетра уклања и замењује органом донора, који се пласира у исти анатомски положај као оболела јетра примаоца. Ова хируршка процедура (која траје око 5 часова), сматра се једном од најсложенијих метода у траплантологији која захтева пажљив избор органа даваоца и високостручну имплантацију у телу примаоца. Постоје две основне врсте трансплантације јетре. Кадаверична – када је јетра добијена од донора органа код којег је установљена мождана смрт, и са живог донора, када се део јетре узме од живог даваоца и пресади примаоцу, најчешће детету.
Правовремена трансплантација је од суштинског значаја за постизање добрих резултата, јер ако је урађена пацијенту који је у разумном стању, са добром донорском јетром, има око 80% шансе за успех. 
Од 10%-15% пацијената са алотрансплантатом враћа се након трансплантације у у операциону салу услед експлорације абдомена услед крварења.
Трансплантација јетре је позитивним законским прописима строго регулисана метода и обавља се само у одређеним центрима за трансплантацију од стране високо обучених лекара за трансплантацију и помоћног медицинског тима. Трајање операције је од 4 до 18 сати у зависности од исхода.

## Опште информације
Трансплантација јетре је спасоносна процедура за пацијенте са хроничном завршном болешћу јетре и за одабране пацијенте са акутном инсуфицијенцијом јетре (АЛФ) .  Давалац јетре је особа која даје или донира, целу или део своје јетре пацијенту који чека, и коме је то потребно. Графтови јетре за трансплантацију могу се добити од: умрлих донора (ортотопска трансплантација (ОТ) или живих донора (трансплантација са живих донора (ТЖД). 
Ортотопска трансплантација јетре се односи на процедуру у којој се оболела јетра уклања из тела пацијента, а здрава јетра донора се трансплантира на исту локацију. Ова процедура је најчешћи метод који се користи за трансплантацију јетре.
Трансплантацију са живог донора подразумева да здрава особа донира део своје јетре примаоцу. Ова процедура је све успешнија и обећава као опција за избегавање дугог чекања због недостатка донора јетре. То је такође опција код деце, делом зато што су јетре величине детета јако мале. 
Друге методе трансплантације се користе за особе које имају потенцијално реверзибилно оштећење јетре или као привремене мере за оне који чекају трансплантацију јетре. 
Током година, техника трансплантације јетре претрпела је велике промене, а  дошло је и до побољшања у разумевању физиологије пре и после трансплантације и увођења новијих и ефикаснијих имуносупресивних лекова и стратегија за спречавање посттрансплантационих инфекција, тако да је нпр. само у Сједињеним Америчким Државама једногодишње преживљавање пацијената достигао 87,6%, а преживљавање графта 82,4%.
Трансплантација јетре са живог донора уведена је због све веће потражње за донорским органима и све већег јаза између ресурса (преминулих донора) и потражње (живих примаоца). Веома је важно дати приоритет пацијентима за алокацију органа у програму трансплантације јетре са умрлог донора (ОТ).  Међутим, у обе ситуације, мера као што је систем бодовања је важна у предвиђању исхода након трансплантације, тако да у том смислу мора постојати равнотежа између медицинских резерви пацијента да би издржао велику операцију попут трансплантације јетре и њен вероватни исход.
За ортотопску трансплантацију орган, алокација (одобравање) је првобитно била засновано на локацији пацијента (код куће, у болници или на јединици интензивне неге) и времену проведеном на листи чекања. Међутим, коришћењем објективнијих математичких модела, заснованих на одређеним одабраним факторима ризика, као што је модел за крајњи стадијум болести јетре, систем алокације (одобравања) је у ногим деловима света побољшано.

## Индикације за трансплантацију јетре
Списак индикација за трансплантацију јетре обухвата све узроке крајњег стадијума болести јетре који су иреверзибилни и излечиви овим поступком (види табеле 1 и 2) .
| Акутна инсуфицијенција јетре                                       |
| Хепатитис А, ацетаминофен, аутоимуни хепатитис                     |
| Хепатитис Б                                                        |
| Хепатитис Ц, криптогени                                            |
| Лекови, хепатитис Д                                                |
| Вилсонова болест, Бад-Киари синдром                                |
| Масна инфилтрација - акутна масна јетра у трудноћи, Реиеов синдром |
|                                                                    |
| Цироза након хроничне болести јетре                                |
| Хронична инфекција вирусом хепатитиса Б                            |
| Хронична инфекција вирусом хепатитиса Ц                            |
| Алкохолна болест јетре                                             |
| Аутоимунски хепатитис                                              |
| Криптогена болест јетре                                            |
| Неалкохолна масна болест јетре                                     |
|                                                                    |
| Малигне болести јетре                                              |
| Хепатоцелуларни карцином                                           |
| Карциноидни тумор                                                  |
| Тумор ћелија острваца                                              |
| Епителиоидни хемангиоендотелиом                                    |
| Холангиокарцином                                                   |
|                                                                    |
| Метаболичка болест јетре                                           |
| Вилсонова болест                                                   |
| Наследна хемохроматоза                                             |
| Недостатак алфа-1 антитрипсина                                     |
| Болест складиштења гликогена                                       |
| Цистична фиброза                                                   |
| Болест складиштења гликогена I и IV                                |
| Цриглер-Најјар синдром                                             |
| Галактоземија                                                      |
| Хипероксалурија типа 1                                             |
| Породична хомозиготна хиперхолестеролемија                         |
| Хемофилија А и Б                                                   |
|                                                                    |
| Васкуларне болести јетре                                           |
| Бад—Киари синдром                                                  |
| Вено-оклузивна болест                                              |
|                                                                    |
| Холестатске болести јетре                                          |
| Примарна билијарна цироза                                          |
| Примарни склерозирајући холангитис                                 |
| Секундарна билијарна цироза                                        |
| Билијарна атрезија                                                 |
| Алагилов синдром                                                   |
| Билерова болест                                                    |
|                                                                    |
| Остало                                                             |
| Полицистична болест јетре одраслих                                 |
| Нодуларна регенеративна хиперплазија                               |
| Каролијева болест                                                  |
| Тешка болест трансплантата против домаћина                         |
| Амилоидоза                                                         |
| Саркоидоза                                                         |
| Повреда јетре                                                      |

| Неизлечиви асцитес                                                     |
| Отпоран на диуретике, не реагује на ТИПС, или је ТИПС контраиндикована |
| Хепатопулмонални синдром                                               |
| Фракција шанта >8%, плућна васкуларна дилатација                       |
| Хронична хепатична енцефалопатија                                      |
| Упорни и непоправљиви свраб                                            |

Године 1997. Америчко друштво лекара за трансплантацију и Америчко удружење за проучавање болести јетре поставили су минималне критеријуме за листу пацијената у завршном стадијумом болести јетре. Да би се квалификовао за ову листу, 
- очекивано преживљавање пацијент би требало  да буде  ≤90% у року од  1 године без трансплантације.

- да рансплантација јетре може да доведе до продуженог преживљавања и побољшаног квалитета живота,[6]

- да је исход након трансплантације јетре  бољи за оне са хроничном холестатском болешћу јетре (укључујући примарну билијарну цирозу и примарни склерозирајући холангитис) у поређењу са онима који имају хепатоцелуларни карцином.

### Акутна инсуфицијенција јетре
Акутна инсуфицијенција јетре, која настаје изненада, и развија се у року од неколико сати до неколико дана, по живот је угрожавајуће стање због тешка некроза јетре. Фулминантну инсуфицијенцију јетре (АЛФ и субфулминантну инсуфицијенцију јетре) карактеришу енцефалопатија, жутица и коагулопатија. То чини 5-6% свих пацијената који су подвргнути трансплантацији јетре. На Западу, токсичност ацетаминофеном је водећи узрок АЛФ-а, а хепатитис А, Е, Б и серонегативни хепатитис су други уобичајени етиолошки фактори. Главни узрок субфулминантне инсуфицијенције јетре је идиосинкратична повреда јетре изазвана лековима (најчешће аццитофеном).  Акутна инсуфицијенција јетре се поред   предозирање парацетамолом и другим лековима (нпр антибиотици, нестероидни антиинфламаторни лекови, антиконвулзиви),  може јавити и након употребе биљних лекова и додака исхрани. 
Пацијенти који испуњавају критеријуме Краљевског колеџа за хитну трансплантацију пружају веома мали простор за акцију и треба да се подвргну трансплантацији, што је пре могуће. Постоји 100% смртност ако се ови одабрани пацијенти не подвргну трансплантацији и то или због отказивања јетре, због сепсе и мултиорганске инсуфицијенције.
Пацијенти са субакутним затајењем имају лош исход са скоро универзалним морталитетом ако нису трансплантирани; овим пацијентима може бити потребна трансјугуларна биопсија јетре да би се утврдило присуство масивне или субмасивне некрозе ћелија јетре. Код ових пацијената је важно благовремено упућивање јер у одсуству трансплантације може доћи до смрти од сепсе и церебралног едема.

### Хронична болест јетре
Пацијенти који имају пројектовану једногодишњу смртност од 10% без трансплантације јетре улазе на листу чекања у крајњем стадијум болести јетре на основу резултат серумског билирубина, ИНР, креатинина и нивоа натријума. Овај резултат је динамичан и поново се процењује током одређеног временског периода.

### Алкохолна болест јетре (АБЈ)
Пацијент са АБЈ који је апстинентан у периоду од најмање 3-6 месеци и који је био на прегледу код психијатра, кандидат је за трансплантацију ако има ЦТП скор ≥7, портално хипертензивно крварење или епизоду спонтаног бактеријског перитонитис. Ови пацијенти могу имати истовремену инфекцију вирусом хепатитиса Б или Ц, што захтева посебну процену. Такође су склонији развоју хепатоцелуларног карцинома. Период апстиненције је обавезан како би се осигурало да се они не врате, као и да би се пробао период без алкохола током којег би се функција јетре могла опоравити. Међутим, период апстиненције није уједначен, али се тренутно правило апстиненције од 6 месеци углавном поштује у америчким и европским програмима трансплантације јетре.
Акутни алкохолни хепатитис (ААХ) је контраиндикација за трансплантацију јетре јер недостаје потребан период апстиненције, а искуства са трансплантацијом јетре у овој ситуацији су недовољна и различита. Озбиљност ААХ се процењује коришћењем скора Мадреи дискриминантне функције (ДФ) који предвиђа ризик од ране смрти. Пацијенти са ДФ скором ≥32 се стављају на медикаментну терапију.

### Вирусни хепатитис
Хронична болест јетре повезана са вирусом хепатитиса Ц (ХЦВ) је најчешћа индикација за трансплантацију јетре у Сједињеним Америчким  Државама. Важно је знати претрансплантацијско вирусно оптерећење и генотип; јер ово помаже у предвиђању прогнози након трансплантације. Пацијенти са декомпензованим хроничним обољењем јетре повезаним са ХЦВ-ом не толеришу терапију интерфероном, а они са високим вирусним оптерећењем имају велике шансе за рецидив у новом графту.  Серолошки рецидив након трансплантације је универзалан код пацијената који имају виремију у време трансплантације. На преживљавање пацијената негативно утичу: 
- вирусно оптерећење пре трансплантације
- статус цитомегаловируса,
- поодмакло доба примаоца,
- хипербилирубинемија,
- повишен ИНР и
- поодмакло доба донора.[13]

Ретрансплантација код ових пацијената са рекурентном ХЦВ инфекцијом и цирозом је контроверзна. Ефикасност антивирусне терапије у присуству рецидива је упитна. Пацијенти са раним (у року од једне године) агресивним рецидивом и неуспехом графта имају лош исход након ретрансплантације.
Хронична болест јетре повезана са вирусом хепатитиса Б је још једна уобичајена индикација за трансплантацију, а ово је раније такође било повезано са високом преваленцијом рекурентне инфекције у трансплантату. Међутим, доступност имуноглобулина хепатитиса Б (ХБИГ) и оралне терапије нуклеозидима или нуклеотидима, реинфекција трансплантата и рекурентна болест хепатитиса Б је ретка. Трајање ХБИГ терапије и оралне антивирусне терапије је још увек контроверзно; неколико програма даје ХБИГ једну годину, док га други користе доживотно.

### Холестатска болест јетре
Озбиљност холестатских болести јетре као што су примарна билијарна цироза (ПБЦ) и примарни склерозирајући холангитис (ПСХ) узима се у обзир код пацијената са скором ризика који предвиђа > од 10% морталитета у једној години без трансплантације.
Проблеми са квалитетом живота као што су рекурентни холангитис који захтевају поновљене процедуре дренаже (ендоскопске или перкутане), непоправљив свраб, ксантоматозна неуропатија и тешка метаболичка болест костију су неке од других индикација за трансплантацију.
Код педијатријских пацијената, билијарна атрезија и склерозирајући холангитис су најчешћи холестатски поремећаји који захтевају трансплантацију, а билијарна атрезија је главни узрок (60-70%) код оних који су подвргнути трансплантацији јетре. Трансплантација јетре је неопходна код већине пацијената са билијарном атрезијом, без обзира на претходну Касаијеву процедуру. 
Други холестатски поремећаји који могу довести до цирозе и декомпензације која захтева трансплантацију су Алагилов синдром и Бајлерова болест.

### Тумори јетре
Цироза је повезана са годишњом инциденцом хепатоцелуларног карцинома од 2 до 8%. Трансплантација јетре је постала главни ослонац у лечењу цирозе у раним фазама, јер нуди предности, и не само да је излечива, већ минимизира ризик од рецидива и води рачуна о компликацијама повезаним са основном цирозом. 
Док чекају на трансплантацију, ови пацијенти се обично  подвргавају или трансартеријској хемоемболизацији или радиофреквентној аблацији као „мосту“ за дефинитивнију терапију.
Други неуобичајени примарни малигнитети јетре који су индикације за трансплантацију су епителоидни хемангиоендотелиом и хепатобластом. 
Метастатске лезије јетре имају лошу прогнозу; дакле, не представљају индикацију за трансплантацију; међутим, неуроендокрини тумори након уклањања примарног могу имати добар исход након процедуре.

### Метаболичка болест јетре
Метаболичке болести јетре које изазивају декомпензацију и неповратно оштећење  ткива јетре су индикације за трансплантацију. Оне укључују:
- Вилсонову болест,

- наследну хемохроматозу и

- α1-антитрипсинска болест.

Како метаболичке болести јетре такође утичу и на друге органске системе;  неопходна је евалуација пре трансплантације јетре која укључује процену ових система како би се искључила системска болест која би могла да онемогућила трансплантацију. 
Други метаболички поремећаји, који утичу на екстрахепатичне органе док су синтетичке функције јетре нетакнуте, попут хипероксалурије типа 1 или породичне хомозиготне хиперхолестеролемије, су индикације за трансплантацију пошто се овај метаболички поремећај коригује. 
У детињству, метаболички поремећаји који представљају индикацију за трансплантацију су дефекти циклуса уреје, Criggler-Najjar синдром, тирозинемија и цистична фиброза.

### Васкуларни поремећаји
Budd-Chiari синдром карактерише опструкција венског одлива јетре било на нивоу јетрених вена и/или доње шупље вене, која је повезана са:
- мијелопролиферативним поремећајима (50%),

- малигнитетом (10%),

- хиперкоагулабилним стањима (15%),

- мрежама у ИВЦ и

- пароксизмалном ноћном хемоглобинуријом (5%).

Код око 20% пацијената није пронађен узрок. Индикације за трансплантацију код ових пацијената су установљена цироза и акутна декомпензација јетре. Ови пацијенти генерално захтевају употребу доживотне антикоагулантне терапије након трансплантације.

### Остало
Компликована полицистична болест јетре (у комбинацији са или без болести бубрега) са крварењем, инфекцијом, болом, масивним повећањем цисте, порталном хипертензијом, билијарном опструкцијом и ретко малигном трансформацијом такође представља индикацију за трансплантацију јетре. Ови пацијенти могу имати добро очуване синтетичке функције. 
Аутоимуни хепатитис (АИХ) сам или као синдром преклапања са ПСЦ/ПБЦ је још једна индикација за трансплантацију. Важно је идентификовати АИХ јер су овим пацијентима потребне доживотне ниске дозе стероида.
Неалкохолни стеатохепатитис је још један узрок цирозе који може захтевати трансплантацију.
Према међународним смерницама, сваког пацијента који болује од цирозе јетре процењује се да има животни век краћи од годину дана и да треба да буде разматран за трансплантацију. Тежина болести јетре се оцењује од А до Ц. Обично су кандидати за трансплантацију сви пацијенти  са степеном Ц и већина пацијената степена Б.  Трансплантацију треба обавити што је могуће пре јер што  је боље стање пацијента у тренутку трансплантације, бољи су и резултати операције. 
Код пацијената који су критично болесни на интензивној нези, неухрањени, имају активну инфекцију или друга оштећења органа као што је оштећење бубрега у време операције, резултати трансплантације су неизвесни.

## Контраиндикације за трансплантацију јетре
| Апсолутне контраиндикације                                                               |
| Тешка кардиопулмонална болест                                                            |
| Екстрахепатични малигнитет (онколошки критеријуми за излечење нису испуњени)             |
| Активна злоупотреба алкохола/супстанци                                                   |
| Акутни алкохолни хепатитис                                                               |
| Активна инфекција/неконтролисана сепса                                                   |
| Недостатак психосоцијалне подршке/немогућност придржавања медицинских прописа и третмана |
| Смрт мозга                                                                               |
| Релативне контраиндикације                                                               |
| Зреле године                                                                             |
| Синдром стечене имунодефицијенције                                                       |
| Холангиокарцином                                                                         |
| Дифузна тромбоза порталне вене                                                           |

### Тешка кардиопулмонална болест
Тешка плућна хипертензија или хипоксемија која је резултат хепатопулмоналног синдрома (ХПС)  - представља неоправдани ризик за пацијенте у току  трансплантације.
- Средњи плућни артеријски притисак (ПАП) од ≥50 ммХг је апсолутна контраиндикација за трансплантацију пошто је смртност после процедуре 100%.
- Код оних чији је ПАП између 35-50 ммХг имају 50% смртности након трансплантације.
- Пацијенти са благом плућном хипертензијом са средњим ПАП <35 ммХг су погодни кандидати.[18]

Морталитет код пацијената са хепатопулмоналним синдром (ХПС) се повећава на око 30% у присуству артеријске хипоксемије (<50 ммХг ПаО2 ).
Хронична опструктивна болест дисајних путева зависна од кисеоника и узнапредовала плућна фиброза - су контраиндикације за трансплантацију, док су реактивна болест дисајних путева, хидроторакс јетре, губитак мишића и инфекција, као реверзибилна стања, само релативне контраиндикације.
Симптоматска коронарна артеријска болест, тешка вентрикуларна дисфункција, узнапредовала кардиомиопатија, тешка валвуларна болест срца и аортна стеноза са лошом вентрикуларном функцијом  - су апсолутне контраиндикације за трансплантацију. Након бајпас операције или реваскуларизације и ангиопластике у којој је исхемија миокарда решена, ови пацијенти би се могли размотрити за трансплантацију.

### Активна злоупотреба алкохола и супстанци
Активни унос алкохола или злоупотреба супстанци -  апсолутна је контраиндикација за трансплантацију. Период апстиненције пре трансплантације је обавезан, док период апстиненције није добро дефинисан (углавном је потребно 6 месеци). Овај период апстиненције даје времена да се акутна повреда јетре опорави (ако уопште дође до опоравка); такође пружа могућност за психосоцијалну процену и припрему како би се минимизирала могућност рецидива након трансплантације. Око 20–26% пацијената наставља да узима тешки алкохол у року од 4,5 године од трансплантације; ово негативно утиче на преживљавање графта.
Акутни алкохолни хепатитис - контраиндикација је за трансплантацију у скоро свим програмима. Нема довољно података о исходу трансплантације код ових пацијената пошто не постоји период апстиненције.

### Психосоцијална подршка
Пацијентима након трансплантације потребна је добра социјална подршка, у противном постоји недостатак усаглашености са имуносупресивним лековима што ће на крају довести до губитка трансплантата.

### Старост
Како је узнапредовала старост повезана са кардиопулмоналним факторима ризика, старији пацијенти захтевају опсежну процену како би се искључиле апсолутне контраиндикације као што су тешка кардиопулмонална болест и малигнитет. 
Показало се да пацијенти старији од 60-65 година имају нижу стопу преживљавања након 1 године и 5 година од оних који су млађи. Међутим, многи центри за трансплантацији тренутно прихватају 70 година као границуг  старости за трансплантацију, јер су показали добре резултате са овом политиком.

### Гојазност
Болесно гојазни пацијенти (БМИ > 40) имају повећан петогодишњи морталитет након трансплантације због повезаног кардиоваскуларног морбидитета. Примаоци који имају БМИ > 35 кг/м2 захтевају строго индивидуални присту, у складу са искуством хирурга.

### ХИВ инфекција
Пацијенти са ХИВ инфекцијом имају бољи опстанак због ефикасности високоактивне антиретровирусне терапије (ХААРТ). Међутим, они имају и друге компликације које могу бити фаталне, попут хроничног хепатитиса Ц и цирозе. Раније је ХИВ био апсолутна контраиндикација за трансплантацију, због страха од прогресије болести са имуносупресијом; међутим, са доступношћу високо ефикасних антиретровирусних лекова, контрола вируса је побољшана и трансплантација се сада нуди селективно. Апсолутна контраиндикација за трансплантацију код ових пацијената укључује неконтролисану ХИВ болест са мултирезистентношћу на лекове, леукоенцефалопатију, узнапредовалу потхрањеност, потребу за одржавањем живота и опортунистичке инфекције.Трансплантацију код ових пацијената треба обавити у сарадњи са стручњацима за управљање ХИВ инфекцијама.

### Друге инфекције
Пнеумонију, сепсу, бактериемију, остеомијелитис и гљивичну инфекцију треба адекватно лечити пре трансплантације, а стално присуство било које од ових инфекција је апсолутна контраиндикација.

### Остало
Ретрансплантација због рекурентне ХЦВ инфекције, аутоимуног хепатитиса, алкохолне болести јетре, неалкохолног стеатохепатитиса и хепатоцелуларног карцинома су неке од контроверзних области, иако саме по себи нису контраиндикације. То је зато што је преживљавање и пацијената и трансплантата дугорочно субоптимално. Претходне абдоминалне операције продужавају дужину операције, губитак крви и компликације везане за процедуру трансплантације. Тромбоза порталне вене, која се некада сматрала контраиндикацијом, више није тако осим у присуству дифузне тромбозе. Пацијентима са екстрахепатичним малигнитетом је потребан најмање 5-годишњи интервал без тумора пре него што се размотре за трансплантацију. Холангиокарцином, који је некада био индикација за трансплантацију јетре, сада је релативна контраиндикација због лошег исхода, посебно код оних са узнапредовалом болешћу.

## Трансплантација јетре са живог донора
Трансплантација јетре од живог донора настала је да би се превазишао недостатак органа донора, посебно у земљама у којима практично није постојао програм за преминуле доноре. Напредак у техничким аспектима процедуре, интраоперативној и постоперативној нези и примаоца и донора, заједно са увођењем бољих протокола имуносупресије, довели су до преживљавања трансплантата и пацијената од преко 90% у већини великих центара.

#### Апсолутне контраиндикације
- Донор који има макростеатозу (>20%) на биопсији јетре се одбија.
- Остатак запремине јетре мањи од 25%. Ово је проблем посебно када је графт десног режња велики. Никада није проблем када је леви бочни сегмент предложени трансплантат и ретко је проблем ако се узме графт левог режња.
- Закон о трансплантацији људских органа у Индији не дозвољава неповезано донирање; ово је да се спречи давање под било каквом принудом и да се избегне било каква трговина органима. Међутим, неповезана донација је прихватљива у другим земљама као што су Хонг Конг, Кореја, Кина, Јапан и тако даље.
- Живи давалац треба да има између 18 и 55 година. Доња граница је старосна доб у којој се може дати законска сагласност.[5]

#### Релативне контраиндикације
- Индекс телесне масе даваоца >30 је генерално повезан са макростеатозом, таквим донорима се саветује да смање телесну тежину, а потребно им је урадити и биопсију јетре да би се искључила стеатоза >20%. Ако у породици постоје други потенцијални донор, они се одбијају као даваоци јетре.[5]
- Индекс слабљења јетре <5 на обичном ЦТ скенирању указује на стеатозу; стога се такви даваоци или одбијају или у одсуству других давалаца треба да смање телесну тежину и ураде биопсију да би се искључила  макростеатоза >20% .
- Донори се ретко одбијају због анатомских разлога (двострука артерија, дупла портална вена или више од две хепатичне вене) јер се са овим разлозима може лако ухватити у коштац током имплантације, и зато  они више не искључују донацију. Међутим, одређене анатомске аномалије, на пример, портална вена типа Е код донора где постоји више притока сегментне порталне вене на десној страни која се дренира у леву порталну вену је контраиндикација за трансплантација јетре од живог донора.[27]
- Сви типови билијарне анатомије код донора (како их је класификовао Хуанг) су прихватљиви.[28] Веома ретко ако у донору постоји више канала (више од 3 жучна канала) за анастомозу, онда се донор одбија.[29]

#### Компликације
Најчешђе компликације након трансплантације јетре са живог донора су:
- крварење,
- инфекција,
- болни резови,
- могућност стварања крвних угрушака и
- продужени опоравак.[30]

Велика већина прималаца се  опоравку у року од 2-3 месеца.
Операција трансплантације јетре са живог донора ради се само у великим специјалним центрима у којима је смртност донора 0,5 до 1,0.  Веома мали број пацијената захтева трансфузију крви током или после операције, док се велика већина донатора у потпуности  опоравља у року од 2-3 месеца.